# علاء بيضون
علاء بيضون (5 مارس 1983 بحلب في سوريا - ) هو لاعب كرة قدم سوري في مركز الدفاع. لعب مع نادي أمية ونادي الصقر ونادي المبرة ونادي المحافظة ونادي جبلة ونادي الإخاء الأهلي عاليه.

## وصلات خارجية
- علاء بيضون على موقع Soccerway.com (الإنجليزية)
- علاء بيضون على موقع كووورة